# Arabische Popmusik
Arabische Popmusik bezeichnet die Formen der Popularmusik in der arabischen Welt der Maghrebstaaten, des Maschrek (Ägypten, arabischer Naher Osten) und der Arabischen Halbinsel.
Die arabische Popmusik umfasst derzeit insbesondere folgende regionale Stile:
- algerischer Raï
- kuwaitischer Sawt (Sout, Sowt)
- ägyptischer Al-Jil/Shaabi
- arabischer Hip-Hop

## Musikinstrumente
Neben westlichen, überwiegend verstärkt gespielten Instrumenten (Gitarre, Keyboards, Turntable, Bassgitarre, Akkordeon, Violine, Cello und Schlagzeug) sind teilweise auch die folgenden Instrumente der arabischen Musik gebräuchlich: Bendir, Riqq, Tar, Darbuka, Nay (oder Ney), Oud (oder Ud) und Kanun. 

## Stars
Bereits ab den 1920er Jahren entstand mit Sängerinnen wie Umm Kulthum ein der Unterhaltung dienender Stil der arabischen Musik. Die folgenden Sänger und Sängerinnen gelten als Protagonisten der arabischen Popmusik: Kazem al-Saher, Fairuz, Nawal Al Zoghbi, Samira Saïd, Amr Diab, Nancy Ajram, Elissa, Farid el Atrache, Tamer Hosny, Cheb Khaled und Cheb Mami.